# Kakaha
Kakaha is een bestuurslaag in het regentschap Oost-Soemba van de provincie Oost-Nusa Tenggara, Indonesië. Kakaha telt 1625 inwoners (volkstelling 2010).